# Косакі-Туркі
Косакі-Туркі (пол. Kosaki-Turki) — село в Польщі, у гміні Єдвабне Ломжинського повіту Підляського воєводства.
У 1975-1998 роках село належало до Ломжинського воєводства.